# Sroczków
Sroczków [pronunciación en polaco: /ˈsrɔt͡ʂkuf/] es un pueblo ubicado en el distrito administrativo de Gmina Pacanów, dentro del condado de Busko, Voivodato de Świętokrzyskie, en el centro-sur de Polonia. Se encuentra a unos 3 kilómetros al noreste de Pacanów, a 26 kilómetros al este de Busko-Zdrój, y a 61 kilómetros al sureste de la capital regional Kielce.
El pueblo tiene una población de 466.